# Georg Hólm

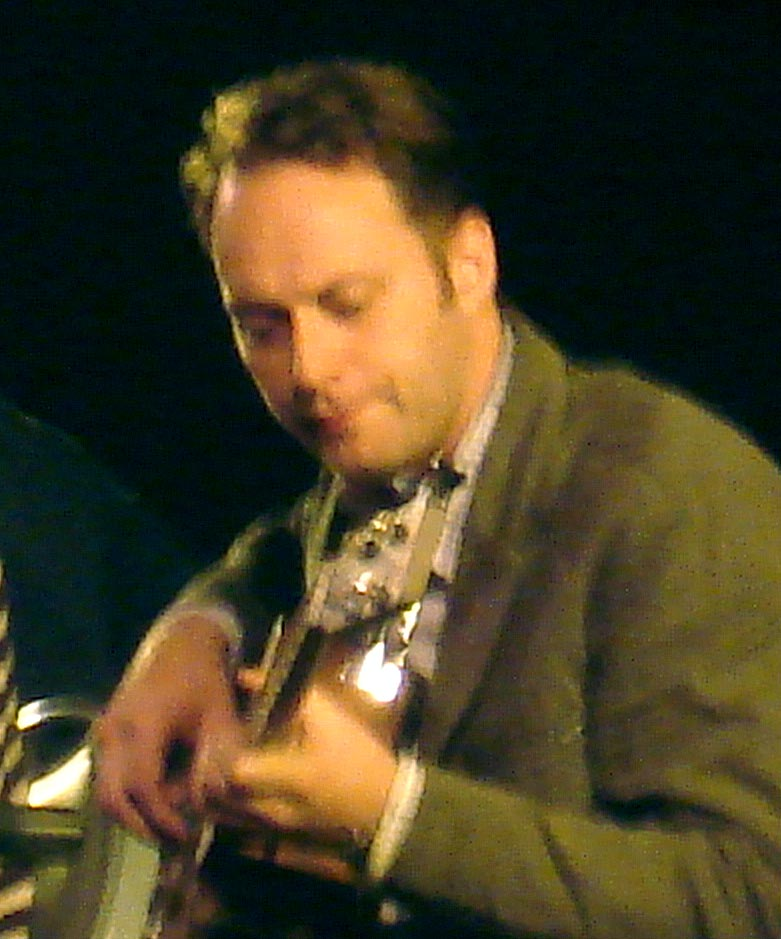
Georg Hólm.

Georg Holm o Goggi (Islandia, 6 de abril de 1976). Es el bajista de la banda islandesa Sigur Rós. Goggi es el miembro de la banda que más atención recibe por parte de la prensa inglesa e internacional en general, debido a que es el que habla con mayor fluidez inglés de todos los miembros de la banda.
- Datos: Q2087790